# 1578
Cette page concerne l'année 1578  du calendrier julien.
L'année 1578 est une année commune qui commence un mercredi.

## Événements

### Afrique
- 12 juillet[1] : les troupes de Sébastien Ier de Portugal débarquent à Asilah avec 17 000 hommes et 600 navires pour protéger les présides portugais contre la poussée du royaume du Maroc[2].

- 4 août[1] : bataille des Trois Rois, ou bataille de Oued el-Makhazin, appelée aussi bataille de Ksar el-Kébir. Mort de Sébastien Ier de Portugal, battu par les troupes d’Abd el-Malik. 8 000 portugais sont tués, 10 à 20 000 sont faits prisonniers, une centaine peut gagner Tanger et transporter la nouvelle à Lisbonne. Trois souverains meurent au cours du combat. Don Sébastien et el-Mottaouakkil sont noyés, et Abd el-Malik meurt de maladie. Son frère Ahmed est proclamé sultan sur le champ de bataille. Il prend le nom d’al-Mansur (le victorieux) et la dynastie saadienne atteint son apogée sous son règne. Il fait régner l’ordre avec une armée de mercenaires (renégats, Turcs…) (fin de règne en 1603).
- 17 décembre, Éthiopie : bataille d'Addi-Qoro[3]. Victoire du négus Sarsa-Dengel à l'issue d'une campagne foudroyante contre le gouverneur du Tigré Yésahq, allié aux Turcs. Il débouche dans le Tembién et bat Turcs et Tigréens à Addi-Qoro. Yésahq et le Pacha sont tués. La forteresse du Débaroa, tenue par les Turcs, se rend sans résistance. Sarsa-Dengel peut célébrer à Aksoum les cérémonies du couronnement, qu’aucun roi n’avait pu accomplir depuis Zara Yacoub, et reçoit le nom de Malak-Sagad (Les Rois l’ont Adoré).
- Le fort portugais d'Accra est détruit par les Gâ[4].

### Amérique
- 30 janvier : Lourenço da Veiga devient gouverneur général du Brésil[5]. Les deux gouvernements du Brésil sont à nouveau réunis en un seul. Il existe alors seize centres portugais au Brésil. Certains sont dirigés par des gouverneurs (capitães-mores) dépendant du gouverneur général de Salvador de Bahia. Ce sont parfois de vrais postes fortifiés, possédant de petits chantiers navals pour construire des barques pour les fleuves ou réparer les navires. La culture du coton et du tabac s’ajoute à celle de la canne à sucre.
- 31 mai-1er octobre : troisième voyage de Martin Frobisher en Arctique[6].
- 20 août-6 septembre : l'explorateur anglais Francis Drake passe le détroit de Magellan. Il sillonne la côte occidentale de l'Amérique du Sud[7].
- 29 septembre : fondation de Tegucigalpa[8].

### Asie
- 13 février, Qazvin : début du règne du sévévide Muhammad Khudabanda en Perse[9].
- 28 avril : départ de Scutari d'une expédition ottomane contre les Séfévides[10].
- 19 juin : le prince mongol Altan Khan rencontre Sonam Gyatso, le troisième Dalaï-lama, en Mongolie-Intérieure[11]. Il introduit en Mongolie le lamaïsme tibétain de l'école Gelugpa (bouddhisme tibétain réformé au XIVe siècle par opposition à l'école Nyingmapa). Le chef des Gelugpa, Sonam Gyatso est invité en Mongolie, près du lac Kokonor (1577). Altan Khan devient bouddhiste en 1578, les princes et le peuple suivent son exemple. Il donne au troisième abbé des Gelugpa à Drepung, Sonam Gyatso, le titre de dalaï-lama du khanat mongol (dalaï signifie « immensité de l’océan »).
- Juin : les Ouzbeks reprennent Samarkand[12].
- 10 août : victoire ottomane de Mustafa Pasha sur les Séfévides de Tokmak Khan devant la forteresse de Çıldır (Iblis-Kalaasi, le château du Diable) ; l'armée turque entre en Georgie[10].
- 19 août : prise de Tiflis en Géorgie par les Ottomans[10].
- 8 septembre : nouvelle victoire ottomane sur les Perses sur les rives du Kanak. Occupation partielle de la  Géorgie[10].
- 8 décembre : nouvelle victoire ottomane sur les Perses sur les rives de la Koura[13] ; annexion du Chirvan et prise de Derbent par les Ottomans.
- La Chine compte 63 109 000 habitants[14].

### Europe

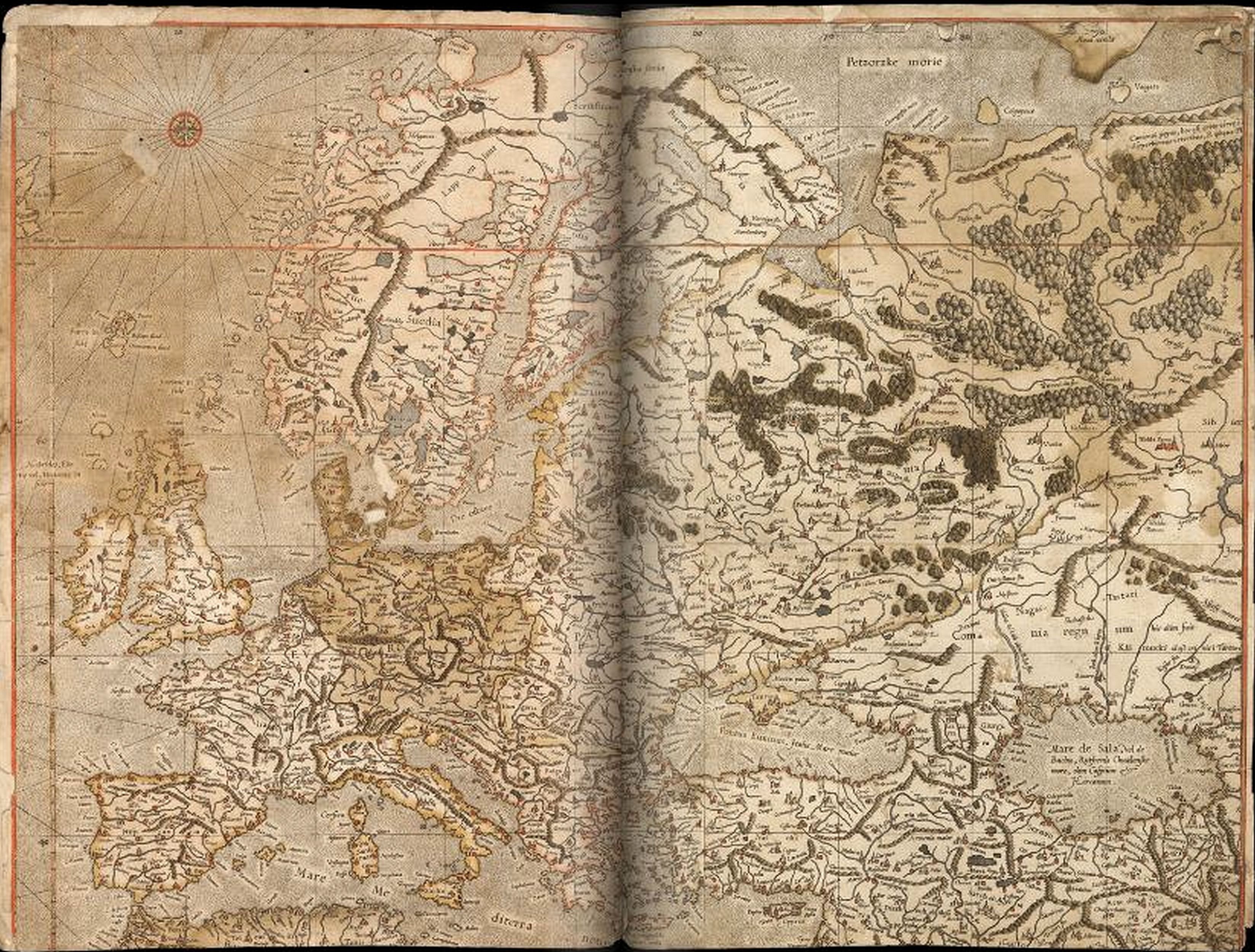
Carte de l'Europe de Gerardus Mercator

- 7 janvier : traité de Bruxelles entre la reine Élisabeth Ire d'Angleterre et les Provinces-Unies[15].
- 19 janvier : la diète polonaise vote des subsides pour la reprise de la guerre contre la Russie (fin en 1582)[16]. Victoire d’Étienne Báthory, roi de Pologne, sur Ivan le Terrible.
- 31 janvier : Don Juan d'Autriche écrase l’armée des États généraux à la bataille de Gembloux[17].
- 7 février : trêve de l'Espagne avec les Ottomans[18].
- 9 février[19] : l’archiduc Charles élargit l’édit de pacification de 1572 (liberté de culte) aux bourgeois de Styrie. La diète publie la déclaration de Bruck-an-der-Mur (Brucker Libell), reproduisant toutes les concessions faites par l’archiduc depuis 1570. Le parti catholique et le chancelier Wolfgang Schranz réagissent par un texte excluant les bourgeois.
- 12 mars : le régent d'Écosse Morton est écarté du pouvoir. Majorité de Jacques VI d'Écosse[20].
- 31 mai : les catacombes chrétiennes sont redécouvertes à Rome[21].
- 21 juin : interdiction du culte luthérien à Vienne[22].
- 7 juillet : le collège jésuite de Vilnius est érigé en Académie catholique par une charte royale d'Étienne Báthory. Progrès de la Contre-Réforme en Pologne-Lituanie propagée par les Jésuites[23].
- 16 juillet, château de Stirling : Morton s'empare de la personne du roi Jacques VI d'Écosse et reprend le pouvoir[20]. Le jeune roi parvient à écrire au chancelier, lord Glammis, qui lève une armée pour le libérer (10 août).
- 1er août : victoire des Provinces-Unies sur les Espagnols de Don Juan d'Autriche à Rijmenam[17].
- 4 août : Début du règne de Henri le Cardinal (1512-1580), oncle de Sébastien Ier, roi de Portugal (fin en 1580). Son manque de résolution laisse la porte ouverte à la conquête espagnole.
- 14 août : articles de Stirling. Fin de la guerre civile en Écosse grâce à la médiation de l'ambassadeur d'Angleterre[20].
- 16 août : Charles Borromée fonde la congrégation des Oblats de Saint Ambroise, prêtres séculiers destinées à l’aider dans son œuvre de réforme[24].
- 1er octobre[17] : Alexandre Farnèse, duc de Parme devient gouverneur général des Pays-Bas à la mort de Don Juan d’Autriche (fin en 1591). Il s’assure des passages sur le Rhin (campagnes de 1578 et 1579).
- 12 octobre : François Ier de Médicis épouse publiquement sa maîtresse Bianca Capello[25].
- 21 octobre : Polonais et les Suédois alliés battent les Moscovites à Wenden, en Livonie[26].
- Venise détruit les salines de Trieste[27].

## Naissances en 1578
- 6 janvier : Melchior Goldast, jurisconsulte, philologue, historien, linguiste et bibliophile suisse († 11 août 1635).
- 7 janvier : Agnès de Solms-Laubach, comtesse de Solms-Laubach et landgravine consort de Hesse-Cassel († 23 novembre 1602).
- 21 janvier : Anaukpeitlun, roi de Birmanie († 9 juillet 1628).
- 28 janvier : Cornelius Haga, premier ambassadeur des Provinces-Unies en Empire ottoman († 12 août 1654).
- 9 février : Jules-Auguste de Brunswick-Wolfenbüttel, prince de Brunswick-Wolfenbüttel et Abbé de l'Abbaye de Michaelstein à Blankenbourg († 31 août 1617).
- 25 février : Christine de Hesse-Darmstadt, fille du comte Georges Ier de Hesse-Darmstadt († 26 mars 1596).
- 1er mars : Antonio Rubino, missionnaire en Inde puis en Chine († 25 mars 1643).
- 2 mars : George Sandys, voyageur, traducteur, colonisateur, auteur religieux et poète anglais († mars 1644).
- 18 mars :
  - Aoyama Tadatoshi, daimyo du début de l'époque d'Edo († 1er juin 1643).
  - Adam Elsheimer, peintre allemand († 11 décembre 1610).
- 1er avril : William Harvey, médecin anglais († 3 juin 1657).
- 14 avril : Philippe III, roi espagnol de la maison de Habsbourg († 31 mars 1621).
- 1er mai : Jean-Ernest d'Anhalt, prince de la maison d'Ascanie, colonel des armées du Saint-Empire et corégent d'Anhalt († 12 décembre 1601).
- 11 mai : Christian-Gonthier de Schwarzbourg-Sondershausen, comte de Schwarzbourg-Sondershausen  († 25 novembre 1642).
- 20 mai : Gushichan Chōsei, lettré et sessei du royaume de Ryūkyū († 21 août 1610).
- 5 juin : Claude de Lorraine, prince de la maison de Guise († 24 janvier 1657).
- 13 juin : Thomas Finch, 2e comte de Winchilsea et homme politique anglais († 4 novembre 1639).
- 9 juillet :
  - Engelbert des Bois, ecclésiastique, évêque de Namur († 15 août 1651).
  - Ferdinand II, empereur du Saint-Empire († 15 février 1637).
- 28 juillet : Jean-Baptiste Barbé, graveur, illustrateur, dessinateur et éditeur flamand († 12 février 1649).
- 31 juillet : Catherine-Belgique d'Orange-Nassau, fille de Guillaume Ier d'Orange-Nassau et de Charlotte de Montpensier († 12 avril 1648).
- 5 août : Charles d'Albert, homme d'État français († 15 décembre 1621).
- 10 août : Matteo Rosselli, peintre italien († 18 janvier 1650).
- 17 août :
  - Francesco Albani, peintre baroque italien († 4 octobre 1660).
  - Jean de Hohenzollern-Sigmaringen, comte puis prince de Hohenzollern-Sigmaringen († 22 mars 1638).
- 24 août : John Taylor, poète anglais († 1653).
- 11 septembre : Vincenzo Maculani, cardinal italien († 16 janvier 1667).
- 26 septembre : Pasquale Ottini, peintre italien († 30 juillet 1630).
- 1er octobre : Fidèle de Sigmaringen, homme de loi, avocat puis prêtre capucin et éminent prédicateur du saint-Empire († 24 avril 1622).
- 12 octobre : Baldassare Aloisi, peintre  et graveur italien († 1638).
- 26 octobre : Albert de Toerring-Stein, prince-évêque de la principauté épiscopale de Ratisbonne († 12 avril 1649).
- 4 novembre : Wolfgang-Guillaume de Neubourg, prince de la famille des Wittelsbach († 20 mars 1653).
- 2 décembre : Agostino Agazzari, théoricien de la musique italien de l'époque baroque († 10 avril 1640).
- 7 décembre :
  - Battistello Caracciolo, peintre italien († 1635).
  - Okaji no Kata, concubine de Tokugawa Ieyasu († 17 septembre 1642).
- 14 décembre :
  - Melchior Nicolai, théologien protestant allemand († 13 août 1659).
  - Georges Radziwiłł, castellan de Trakai, de nationalité de la république des Deux Nations († 13 février 1613).
- 20 décembre : Henri de Mayenne, noble français († 20 septembre 1621).
- 30 décembre : Ulrich de Danemark, prince dano-norvégien devenu prince-évêque de Schleswig († 24 mars 1624).

- Date précise inconnue :
  - Jean-Louis de Bertier, ecclésiastique français († 8 juin 1662).
  - Jacob Bidermann, prêtre jésuite, poète, dramaturge et professeur de théologie allemand († 20 août 1639).
  - André Boullanger, prédicateur français († septembre 1657).
  - Giovanni Battista Casali, érudit et antiquaire italien († 1648).
  - Thomas Coventry, 1er baron Coventry, avocat, homme politique et juge anglais († 14 janvier 1640).
  - Ortensio Crespi, peintre italien († 1631).
  - Giovanni Stefano Doria, 101e doge de Gênes († 1643).
  - Gabriel de Duisco, laïc catholique japonais († 5 février 1597).
  - Filippo I Colonna, noble italien († 11 avril 1639).
  - Diego Fernández de Córdoba, vice-roi de Nouvelle-Espagne puis vice-roi du Pérou († 6 octobre 1630).
  - Thomás Flangínis, avocat et commerçant grec († 1648).
  - Fede Galizia, peintre italienne († 1630).
  - Orazio Giustiniani, cardinal grec-italien († 25 juillet 1649).
  - Juste Guérin, prélat savoyard († 3 novembre 1645).
  - Giovanni Francesco Guidi di Bagno, cardinal italien († 24 juillet 1641).
  - Jean Hoeufft, banquier, financier et marchand d'arme français († 5 septembre 1651).
  - Pedro Hurtado de Mendoza, philosophe et théologien jésuite espagnol († 10 novembre 1651).
  - Iwasa Matabei, peintre japonais († 26 juillet 1650).
  - Jean de la Mère de Dieu, carme déchaux espagnol († 3 juillet 1673).
  - Jean de Sainte-Marthe, moine franciscain espagnol († 16 août 1618).
  - William Keeling, navigateur anglais († 1620).
  - Ottavio Leoni, peintre et graveur italien († 1630).
  - Francis Manners, 6e comte de Rutland, noble anglais († 17 décembre 1632).
  - John Middleton, géant anglais, peut-être atteint de gigantisme († 1623).
  - Daniel Rabel, peintre, graveur, miniaturiste, décorateur et botaniste français († 3 janvier 1637).
  - Guillaume Ribier, magistrat, collectionneur et érudit français († 21 janvier 1663).
  - Niccolò Ridolfi, dominicain italien († 25 mai 1650).
  - Alonzo Rodriguez, peintre italien († 22 avril 1648).
  - Jean-François de Sales, prélat savoyard († 8 juin 1635).
  - Giulio Sauli, 113e doge de Gênes († 1668).
  - Sen Sōtan, maître de thé japonais († 1658).
  - Jean Soan de Goto, séminariste jésuite japonais († 5 février 1597).
  - Adriaan van de Spiegel, médecin, anatomiste et botaniste belge († 7 avril 1625).
  - Francesco Stringa, peintre italien († 1615).
  - Jorge Manuel Theotocopouli, peintre, sculpteur et architecte espagnol († 29 mars 1631).
  - Pio Torelli, comte de Montechiarugolo, d'une moitié de Coenzo, patricien milanais, patricien de Mantoue, Pavie et Parme († 19 mai 1612).
  - Jean Toutin, peintre, orfèvre et émailleur français († 14 juin 1644).
  - Nicholas Tufton, 1er comte de Thanet,  pair anglais († 1631).
  - Alessandro Turchi, peintre baroque italien de l'école véronaise († 22 janvier 1649).
  - William Twisse, ecclésiastique et théologien anglais († 20 juillet 1646).
  - William Welwod, juriste écossais († 1622).

- Vers 1578 :
  - Alonso de Benavides, missionnaire franciscain († 1635).
  - Jacques Carvalho, prêtre jésuite portugais († 22 février 1624).
  - Yom-Tov Lipman Heller, rabbin et talmudiste bohémien († 19 août 1654).
  - Claude Morillon, imprimeur français († août 1621).
  - François Pyrard, navigateur et explorateur polyglotte français († vers 1621).
  - Richard Warren, passager du Mayflower et signataire du Mayflower Compact († vers 1628).

## Décès en 1578
- 3 janvier : Giulio Clovio, enlumineur et peintre italien  (° 1498).
- 12 janvier : Date Harumune, daimyo japonais de l'époque Sengoku (° 1519).
- 21 janvier : Piyale Pacha, amiral ottoman (° 1515).
- 25 janvier :  Mihrimah, fille du sultan Soliman le Magnifique et de son épouse Roxelane (° vers 1522).

- 3 février : John Nelson, prêtre catholique anglais, reçu dans la Compagnie de Jésus dans les ses derniers jours de sa vie en prison. (° vers 1535).
- 5 février : Giovanni Battista Moroni, peintre maniériste italien (° 1522).
- 12 février : Catherine de Castille, reine du Portugal (° 14 janvier 1507).
- 20 février : Bertrand-Rambaud de Simiane, baron de Gordes et de Caseneuve (° 18 octobre 1513).

- 7 mars :
  - Margaret Douglas, fille d'Archibald Douglas 6e comte d'Angus, et de Margaret Tudor (° 8 octobre 1515).
  - Gilles de Gouberville, noble campagnard normand célèbre par son Journal (° 1521).
- 31 mars : Juan de Escobedo, secrétaire de Don Juan d'Autriche (° 1530).

- 2 avril : Marie-Élisabeth de France, fille unique de Charles IX de France et d'Élisabeth d'Autriche (° 27 octobre 1572).
- 8 avril : Akai Naomasa, samouraï de l'époque Sengoku (° 1529).
- 10 avril : Jeanne d'Autriche, fille de Ferdinand Ier et d'Anne Jagellon (° 24 janvier 1547).
- 14 avril : James Hepburn, troisième mari de Marie Stuart, reine d'Écosse (° vers 1534).
- 17 avril : Thomas Drant, pasteur et poète anglais (° vers 1540).
- 19 avril : Uesugi Kenshin, seigneur de guerre japonais qui dirigea la province d'Echigo pendant la période Sengoku (° 18 février 1530).
- 27 avril : Louis de Maugiron, un des mignons du roi Henri III de France (° 1560).
- 30 avril : Marie Grey, troisième et dernière fille de Henry Grey, 1er duc de Suffolk et de Lady Frances Brandon (° 20 avril 1545).

- 1er mai : Guillaume II de La Marck, seigneur de Lumey dans la Principauté de Liège (° 1542).
- 23 mai : Laurentius Surius, moine chartreux et écrivain religieux allemand (° 1522).
- ? mai : Raffaellino da Reggio, peintre maniériste italien (° 1550).
- 29 mai : Jacques de Lévis de Caylus, un des mignons du roi Henri III (° 1554).
- 4 juin : Charles de Berlaymont, baron de Berlaymont, seigneur de Beauraing, Hierges, Floyon et Péruwelz, gouverneur et souverain bailli de Namur, chevalier de la Toison d'Or, conseiller de Marguerite de Parme (° 1510).
- 12 juin : Kōsaka Masanobu, un des 24 généraux de Shingen Takeda (° 1527).
- 17 juin : Paolo Burali d'Arezzo, cardinal italien (° 1511).
- 19 juin : Esschius, ecclésiastique et érudit néerlandais (° 1507).

- 2 juillet : Thomas Doughty, noble, soldat et érudit anglais (° 1545).
- 5 juillet :
  - Cristoforo Madruzzo, cardinal germano-italien (° 5 juillet 1512).
  - Satomi Yoshihiro, samouraï du clan Satomi qui a combattu contre le clan Go-Hōjō durant l'époque Sengoku de l'histoire du Japon (° 1530).
- 29 juillet : Louis de Lorraine, cardinal français, évêque de Metz (° 21 octobre 1527).

- 4 août : Sebastian Ier, roi de Portugal (° 20 janvier 1554).
- 6 août ou 8 août : Amago Katsuhisa, daimyo membre du clan Amago (° 1553).
- 11 août : Pedro Nunes, mathématicien et cosmographe portugais (° 1502).
- 20 août : Yamanaka Yukimori, samouraï de l'époque Sengoku de l'histoire du Japon (° 20 septembre 1545).
- 28 août : Giovanni Battista Zelotti, peintre maniériste italien de l'école véronaise (° 1526).
- 29 août : Iwanari Tomomichi, samouraï, vassal du clan Miyoshi (° 1519).

- 3 septembre : Giulio della Rovere, cardinal italien (° 5 avril 1533).
- 10 septembre : Pierre Lescot, architecte français (° 1515).
- 22 septembre : Wenceslas d'Autriche, membre de la Maison de Habsbourg (° 9 mars 1561).
- 30 septembre : Jean de Laval-Montmorency, marquis de Nesle, comte de Joigny et de Maillé (Luynes), vicomte de Brosse, baron de Bressuire, de La Roche-Chabot, la Motte-Saint-Heraye, etc. (° 25 avril 1542).

- 1er octobre[17] : Don Juan d'Autriche, fils naturel de Charles Quint, gouverneur des Pays-Bas (° 24 février 1545 ou 24 février 1547).
- Après le 2 octobre : John Heywood, poète et dramaturge anglais (Londres, v. 1497 - Malines, Belgique, v. 1575/1580).
- 10 octobre : Jean Bullant[28], architecte français (° vers 1515).
- 18 octobre : Ferdinand d'Autriche, prince des Asturies et duc d'Autriche (° 4 décembre 1571).

- 30 novembre : Antoine Havet, religieux de l'ordre des Dominicains, premier évêque de Namur (° 1513).

- 21 décembre : Maximilien de Hénin-Liétard, militaire et homme d'État des Pays-Bas, originaire du comté de Hainaut (° 1542).

- Date précise inconnue :
  - Atagi Nobuyasu, samouraï de l'époque Sengoku (° 1549).
  - Hellier de Carteret, seigneur de Saint-Ouen à Jersey et premier seigneur de Sercq (° 1532).
  - Ikeda Katsumasa, daimyo de l'époque Azuchi Momoyama de l'histoire du Japon (° 1539).
  - Lee Ji-ham, écrivain coréen de la dynastie de Joseon (° 1517).
  - Antonio Mizauld, astrologue et médecin français (° 1510).
  - Benedetto Pagni, peintre maniériste italien de l'école de Mantoue (° vers 1504).
  - Martin de Rada,  missionnaire augustin espagnol (° 30 juin 1533).